# Hans J. Salter
Hans Julius Salter (Viena, 14 de gener de 1896 – Studio City, Califòrnia, 23 de juliol de 1994) va ser un compositor de cinema austríac-estatunidenc.

## Biografia
Salter es va educar a l'Acadèmia de Música de Viena i va estudiar composició amb Alban Berg, Franz Schreker entre d'altres. Va treballar per a l'Òpera Estatal de Berlín abans de ser contractat el 1928 per compondre música als estudis a l'UFA. Salter va emigrar a Amèrica el 1937 i ràpidament va ser contractat a Universal, on va treballar durant gairebé 30 anys, organitzant, component, dirigint i exercint de director musical.
Va compondre principalment per a Universal, sobretot per a pel·lícules de terror i ciència-ficció, però també per a altres estudis i per a televisió. Les seves partitures més celebrades inclouen The Wolf Man (1941), Perversitat (1945), La dona i el monstre (1954) i The Incredible Shrinking Man (1957). Salter va ser nominat a un premi de l'Acadèmia per diverses pel·lícules, incloses Christmas Holiday (1944) i This Love of Ours (1945). Gran part de la seva producció per a Universal no estava acreditada, on es va utilitzar com a música de fons, en pel·lícules menors. Altres composicions que no són de terror inclouen Bend of the River (1952), Against All Flags (1952) i The Black Shield of Falworth (1954), la primera producció de Cinemascope d'Universal.
Salter va morir a Studio City, Califòrnia, el 23 de juliol de 1994, als 98 anys, i va ser enterrat al cementiri de Hollywood Forever .

## Filmografia seleccionada
- The Office Manager (1931)
- The True Jacob (1931)
- Gloria (1931)
- Holzapfel Knows Everything (1932)
- My Friend the Millionaire (1932)
- Madame Wants No Children (1933)
- Everything for the Company (1935)
- Fräulein Lilli (1936)
- Legion of Lost Flyers (1939)
- Man from Montreal (1939)
- Enemy Agent (1940)
- The Invisible Man Returns (1940)
- Seven Sinners (1940)
- It Started with Eve (1941)
- Mutiny in the Arctic (1941)
- The Ghost of Frankenstein (1942)
- The Spoilers (1942)
- Pittsburgh (1942)
- The Amazing Mrs. Holliday (1943)
- The Strange Death of Adolf Hitler (1943)
- Sherlock Holmes Faces Death (1943)
- Son of Dracula (1943)
- His Butler's Sister (1943)
- The Spider Woman (1943)
- Phantom Lady (1944)
- The Invisible Man's Revenge (1944)
- Christmas Holiday (1944)
- San Diego, I Love You (1944)
- House of Frankenstein (1944)
- Can't Help Singing (1944)
- Patrick the Great (1945)
- This Love of Ours (1945)
- Perversitat (Scarlet Street) (1945)
- So Goes My Love (1946)
- Lover Come Back (1946)
- La primera dama (Magnificent Doll) (1946)
- The Michigan Kid (1947)
- The Web (1947)
- That's My Man (1947)
- Love from a Stranger (1947)
- The Sign of the Ram (1948)
- Man-Eater of Kumaon (1948)
- An Innocent Affair (1948)
- Cover Up (1949)
- The Reckless Moment (1949)
- Borderline (1950)
- Please Believe Me (1950)
- The Killer That Stalked New York (1950)
- Frenchie (1950)
- Tomahawk (1951)
- Apache Drums (1951)
- The Prince Who Was a Thief (1951)
- Thunder on the Hill (1951)
- You Never Can Tell (1951)
- The Golden Horde (1951)
- Bend of the River (1952)
- Flesh and Fury (1952)
- The Battle at Apache Pass (1952)
- Frontera oberta (Untamed Frontier) (1952)
- Against All Flags (1952)
- The Human Jungle (1954)
- Sign of the Pagan (1954)
- Horitzons blaus (The Far Horizons) (1955)
- Wichita (1955)
- Red Sundown (1956)
- Navy Wife (1956)
- Aquells anys difícils (The Rawhide Years) (1956)
- Autumn Leaves (1956)
- Hold Back the Night (1956)
- The Oklahoman (1957)
- The Tall Stranger (1957)
- The Female Animal (1958)
- Day of the Badman (1958)
- Raw Wind in Eden (1958)
- Un home atrapat (The Man in the Net) (1959)
- The Wild and the Innocent (1959)
- The Gunfight at Dodge City (1959)
- Quan arriba setembre (Come September) (1961)
- Hitler (1962)
- Follow That Dream (1962)
- If a Man Answers (1962)
- King Kong vs. Godzilla (1963) U.S. version
- Showdown (1963)
- Bedtime Story (1964)
- Gunpoint (1966)
- Incident at Phantom Hill (1966)
- Beau Geste (1966)
- Return of the Gunfighter (1967)